# Едвин ван дер Сар
Едвин ван дер Сар (на нидерландски: Edwin van der Sar) е бивш нидерландски футболист (вратар) и бивш главен изпълнителен директор на ФК „Аякс“, Амстердам.
Роден е във Ворхаут, Нидерландия на 29 октомври 1970 г. Играе за „Аякс“ (Амстердам), „Ювентус“ (Торино), „Фулъм“ (Лондон) и „Манчестър Юнайтед“. От 1995 г. е вратар на националния отбор на Нидерландия и негов капитан.

## Кариера
Започва кариерата си в родния си град в клуб „Форехолте“ (Foreholte), а след това в „Нордвeйк“ (VV Noordwijk).

### „Аякс“ (Амстердам)
Оттам е привлечен в „Аякс“ (Амстердам). През 1992 – 1993 г. в „Аякс“ е резервен вратар на Стенли Мензо. С отбора печели в Ередивизи през сезоните 1993/1994, 1997/1998 и 1999/2000, купата на Шампионската лига през 1994/1995, Междуконтинентална купа по футбол през 1995 и Суперкупа на УЕФА. 
Ван дер Сар става част от управата на клуба през 2012 г., а 4 години по-късно е назначен за генерален директор. През 2023 г. се оттегля от поста си.

### „Ювентус“ (Торино)
През 1999 г. е закупен от италианския „Ювентус“, ставайки първия чуждестранен вратар в историята на Италия. Там остава без спечелена титла и не е особено обичан от феновете заради допуснат голям пропуск по време на мач. След 2 сезона е продаден. Негов заместник на вратата става Джанлуиджи Буфон, привлечен от „Парма“.

### „Фулъм“ (Лондон)
През 2001 г. играе за отбора на „Фулъм“, с който през 2002 печели Купа Интертото.

### „Манчестър Юнайтед“
През 2005 г. се прехвърля в Манчестър Юнайтед, за да се разреши възникналият вратарски проблем. С отбора печели Карлинг Къп (2006, 2009, 2010), купата на Шампионската лига (2007/08) и 4 пъти титлата на Англия. Договорът му с отбора изтича през 2011 г.

### В националния отбор
От 1994 г. Едвин ван дер Сар играе и за националния отбор на Нидерландия. По време на Световното първенство по футбол 1994 е резерва на Ед де Гоу. Дебютът му е на 7 юни 1995 г. срещу Беларус. Оттогава е титулярен вратар на националния отбор на Нидерландия.
На Евро 2008 играе в мачовете на Нидерландия срещу Италия (3:0) и Франция (4:1), като с доброто си представяне подпомага отбора си да спечели в групата. На четвъртфинала нидерландците се изправят срещу Русия, където въпреки великолепното му представяне губят с 3:1 и отпадат от турнира. Това е и последният му мач в националния отбор, след като през 2007 г. на рождения си ден обявява намерението си да преустанови участието си в националния футбол след Евро 2008.
Все пак през септември 2008 г. потвърждава, че ще се върне в националния отбор за мачовете с Исландия и Норвегия от световните квалификации. Това се налага заради контузиите на Маартен Стекеленбург и Хенк Тимер. По-късно треньорът на националния отбор Берт ван Марвайк заявява, че той ще е титуляр и в двата мача. Нидерландците ги печелят, без да допуснат гол във вратата си.

## Герой на мача
От началото на кариерата си в „Манчестър Юнайтед“ Едвин ван дер Саар е изиграл редица важни срещи за отбора. На 5 май 2007 г. по време на среща срещу „Манчестър Сити“ от шампионата на Англия спасява дузпата, бита от Дарайъс Вассел, и така осигурява победата на тима си с 1:0 след предишен гол на Кристиано Роналдо. По-късно тази победа се потвърждава със спечелването на Премиър лигата от „Манчестър Юнайтед“. На 5 август 2007 г. по време на срещата за трофея „Къмюнити Шийлд“ срещу „Челси“ (1:1 в редовното време) той спасява 3 последователни дузпи – на Клаудио Писаро, Франк Лампард и Шон Райт-Филипс, като подпомага своя тим да се наложи с 3:0 при 11-метровите удари и да спечели турнира.
През сезон 2007/08 37-годишният нидерландски вратар е не само неизменна част от състава на „Манчестър Юнайтед“, но и с играта си допринася за спечелването на нова шампионска купа за отбора. Особено впечатляваща е играта му на финала на ШЛ на 21 май 2008 г., когато на стадион „Лужники“ в Москва се превръща в герой за своя отбор, след като успява да спаси решителната дузпа на Никола Анелка. Така допринася за победа на своя отбор над „Челси“, с което „Манчестър Юнайтед“ става трикратен носител на Купата на европейските шампиони, а Едвин ван дер Сар се нарежда сред малкото играчи в света, печелили ценния трофей с 2 различни отбора (и с „Аякс“, 1994/1995). На 31 януари 2009 г. подобрява рекорд, датиращ от 1979 година, като 1122 минути (11 мача поред) не е допускал гол в английското първенство на Висшата лига.

## Статистика

### Клубни отбори
| Отбор             | Сезон             | Първенство | Първенство | Купа   | Купа   | Купа на лигата | Купа на лигата | Европа | Европа | Other  | Other  | Total  | Total  |
| Отбор             | Сезон             | Мачове     | Голове     | Мачове | Голове | Мачове         | Голове         | Мачове | Голове | Мачове | Голове | Мачове | Голове |
| ----------------- | ----------------- | ---------- | ---------- | ------ | ------ | -------------- | -------------- | ------ | ------ | ------ | ------ | ------ | ------ |
| Аякс              | 1990–91           | 9          | 0          | 0      | 0      | –              | –              | 0      | 0      | 0      | 0      | 9      | 0      |
| Аякс              | 1991–92           | 0          | 0          | 0      | 0      | –              | –              | 0      | 0      | 0      | 0      | 0      | 0      |
| Аякс              | 1992–93           | 19         | 0          | 3      | 0      | –              | –              | 3      | 0      | 0      | 0      | 25     | 0      |
| Аякс              | 1993–94           | 32         | 0          | 4      | 0      | –              | –              | 6      | 0      | 1      | 0      | 43     | 0      |
| Аякс              | 1994–95           | 33         | 0          | 3      | 0      | –              | –              | 11     | 0      | 1      | 0      | 48     | 0      |
| Аякс              | 1995–96           | 33         | 0          | 2      | 0      | –              | –              | 11     | 0      | 4      | 0      | 50     | 0      |
| Аякс              | 1996–97           | 33         | 0          | 1      | 0      | –              | –              | 10     | 0      | 1      | 0      | 45     | 0      |
| Аякс              | 1997–98           | 33         | 1          | 5      | 0      | –              | –              | 8      | 0      | 0      | 0      | 46     | 1      |
| Аякс              | 1998–99           | 34         | 0          | 5      | 0      | –              | –              | 6      | 0      | 1      | 0      | 46     | 0      |
| Аякс              | Общо              | 226        | 1          | 23     | 0      | –              | –              | 55     | 0      | 8      | 0      | 312    | 1      |
| Ювентус           | 1999–2000         | 32         | 0          | 3      | 0      | –              | –              | 11     | 0      | 0      | 0      | 46     | 0      |
| Ювентус           | 2000–01           | 34         | 0          | 2      | 0      | –              | –              | 6      | 0      | 0      | 0      | 42     | 0      |
| Ювентус           | Общо              | 66         | 0          | 5      | 0      | –              | –              | 17     | 0      | 0      | 0      | 88     | 0      |
| Фулъм             | 2001 – 02         | 37         | 0          | 4      | 0      | 0              | 0              | 0      | 0      | 0      | 0      | 41     | 0      |
| Фулъм             | 2002 – 03         | 19         | 0          | 0      | 0      | 0              | 0              | 11     | 0      | 0      | 0      | 30     | 0      |
| Фулъм             | 2003 – 04         | 37         | 0          | 6      | 0      | 0              | 0              | 0      | 0      | 0      | 0      | 43     | 0      |
| Фулъм             | 2004 – 05         | 34         | 0          | 5      | 0      | 1              | 0              | 0      | 0      | 0      | 0      | 40     | 0      |
| Фулъм             | Общо              | 127        | 0          | 15     | 0      | 1              | 0              | 11     | 0      | 0      | 0      | 154    | 0      |
| Манчестър Юнайтед | 2005 – 06         | 38         | 0          | 2      | 0      | 3              | 0              | 8      | 0      | 0      | 0      | 51     | 0      |
| Манчестър Юнайтед | 2006 – 07         | 32         | 0          | 3      | 0      | 0              | 0              | 12     | 0      | 0      | 0      | 47     | 0      |
| Манчестър Юнайтед | 2007 – 08         | 29         | 0          | 4      | 0      | 0              | 0              | 10     | 0      | 1      | 0      | 44     | 0      |
| Манчестър Юнайтед | 2008 – 09         | 33         | 0          | 2      | 0      | 0              | 0              | 10     | 0      | 4      | 0      | 49     | 0      |
| Манчестър Юнайтед | 2009 – 10         | 21         | 0          | 0      | 0      | 2              | 0              | 6      | 0      | 0      | 0      | 29     | 0      |
| Манчестър Юнайтед | 2010 – 11         | 33         | 0          | 2      | 0      | 0              | 0              | 10     | 0      | 1      | 0      | 46     | 0      |
| Манчестър Юнайтед | Общо              | 186        | 0          | 13     | 0      | 5              | 0              | 56     | 0      | 6      | 0      | 266    | 0      |
| Общо за кариерата | Общо за кариерата | 605        | 1          | 56     | 0      | 6              | 0              | 139    | 0      | 14     | 0      | 820    | 1      |

Statistics accurate as of match played 28 May 2011

### Международни
| Нидерландия | Нидерландия | Нидерландия |
| Година      | Мачове      | Голове      |
| ----------- | ----------- | ----------- |
| 1995        | 5           | 0           |
| 1996        | 10          | 0           |
| 1997        | 6           | 0           |
| 1998        | 14          | 0           |
| 1999        | 8           | 0           |
| 2000        | 12          | 0           |
| 2001        | 9           | 0           |
| 2002        | 6           | 0           |
| 2003        | 8           | 0           |
| 2004        | 17          | 0           |
| 2005        | 11          | 0           |
| 2006        | 12          | 0           |
| 2007        | 4           | 0           |
| 2008        | 8           | 0           |
| Общо        | 130         | 0           |